# Passluis
Passluis is een buurtschap in de gemeente Terneuzen in de Nederlandse provincie Zeeland. 

## Ligging
De buurtschap, in de regio Zeeuws-Vlaanderen, ligt tussen Sas van Gent en Westdorpe aan de oostzijde van het Kanaal Gent-Terneuzen. Passluis bestaat voornamelijk uit woningbouw aan zes wegen: Graaf Jansdijk A, Polderweg, Klein Kanaalweg, Sint Anthoniekade, Canisvlietstraat en Fortstraat. Passluis heeft een klein haventje en wat industrie.
Ten zuiden van Passluis ligt het natuurgebied de Canisvlietse kreek. De kreek is het restant van een zijarm van de Braakman, die in 1790 werd binnengedijkt. In de dijk werd toen de Passluis gelegd, waarnaar de buurtschap vernoemd is.

## Geschiedenis
In mei 1940 werd de buurtschap zwaar beschadigd bij gevechten tussen Duitse en Franse troepen om het sluizencomplex van Sas van Gent. De burgerbevolking was uit voorzorg op 20 mei al geëvacueerd.
Vroeger had de buurtschap een fort: fort de Pas, dit fort werd in 1700 door een overstroming vernield.
Steden: Axel · Biervliet · Philippine · Sas van Gent · Terneuzen

Dorpen: Hoek · Koewacht · Overslag · Sluiskil · Spui · Westdorpe · Zaamslag · Zandstraat · Zuiddorpe

Buurtschappen: Den Abeele · Altena · Axelschestraat · Batterij · Berdelingebuurte (deels) · Boerengat · Bontekoe · Boschdorp · Boschdorp · Bouchauterhaven · Cootjesdorp · De Sluis · Driedijk · Driekwart · Drieschouwen · Driewegen · Eendragt · Het Fort · Fort Ferdinandus · Griete · Hasjesstraat · Haven (deels) · Hazelarenhoek · Het Zand · Hoek van de Dijk · Holleken (deels) · Hoogedijk · Isabellahaven · Kampersche Hoek · Kijkuit · Klein Gent · Knol · De Kraag · Kruispad · Kwakkel · Magrette · Mauritsfort · Molenhoek · De Muis · Nieuwemolen · Nieuwlandse Molen · Othene · Oude Molen · Oude Polder · Paradijs · Passluis · Poonhaven · Posthoorn (deels) · De Put · De Ratte · Reedijk · Reuzenhoek · Rijgerij · Roodesluis · Schaapdijk · Schapenbout · Sint Andries · Steenovens · De Sterre · Stoppeldijkveer (deels) · Stroodorpe · Vaartwijk · Vaatje · Val · Varempé · Waterhuis · Watervliet · Wouterij · Wulpenbek · Zaamslagveer · Zandplaat · Zwartenhoek

Streekje: Tweekwart

Historische plaatsen: Axelsche Sassing · Noordhoek · De Stuiver · Triniteit · Vingerling

Zeeland: Steden en dorpen in Zeeland      Nederland: Provincies · Gemeenten